# بوسه یهودا (فیلم)
بوسه یهودا (انگلیسی: Judas Kiss) یک فیلم در ژانر علمی تخیلی و درام است که در سال ۲۰۱۱ منتشر شد. از بازیگران آن می‌توان به چارلی دیوید، ریچارد هارمون، و برنت کوریگان اشاره کرد.